# The Bridge (jogo eletrônico)
The Bridge é um jogo de plataforma projetado pelos desenvolvedores independentes Ty Taylor e Mario Castañeda e lançado pela primeira vez em fevereiro de 2013 para Microsoft Windows. Desde então, vem sendo adicionado a varias plataformas: Linux, OS X, Android, Amazon Fire TV, Xbox 360, Xbox One, Ouya, PlayStation 3, PlayStation 4, PlayStation Vita, Wii U, e Nintendo Switch. Em The Bridge, o jogador controla um personagem inspirado no artista Maurits Cornelis Escher, famoso por seus desenhos geométricos e representações impossíveis, em um mundo 2D rotacional onde a orientação e o grau de rotação alteram sua gravidade.

## Jogabilidade
O jogo consiste em vários níveis, do quais o objetivo é levar o personagem principal até a porta de saída. Os  quebra-cabeças do jogo são inspirados pela arte de Maurits Cornelis Escher e, como sua oficina, cada nível é feito em tons de cinza com ilustrações feitas à mão. O jogador pode girar o mundo usando as setas direcionais do teclado, mudando a direção gravitacional de objetos individuais, ou controlar o personagem principal usando as teclas WASD. A versão do Wii U utiliza o toque e o acelerômetro do GamePad. O jogador pode usar a capacidade de toque do GamePad para interagir com o mundo para mover personagens, abrir portas, ativar objetos e interagir com o menu, havendo também a possibilidade de inclinar o GamePad para rotacionar a gravidade dentre do jogo.

## Enredo
The Bridge inicia com um personagem masculino sem nome dormindo embaixo de uma macieira. Depois de uma maçã acertar sua cabeça e acordá-lo, o mesmo se dirige para sua casa com três portas, atrás da qual encontram-se mais portas e níveis. A história é explicada pelo ambiente e textos após os mundos conforme o jogo avança.

## Recepção
O jogo recebeu crítica positivas dos críticos. Ele possuí uma nota agregada de 72,63% no Game Rankings e 74/100 no Metacritic. The Bridge ganhou o Indie Game Challenge de 2012 por Conquista em Direção de Arte e Conquista em Jogabilidade.